# العلاقات الباكستانية الجنوب سودانية
العلاقات الباكستانية الجنوب سودانية هي العلاقات الثنائية التي تجمع بين باكستان وجنوب السودان.

## مقارنة بين البلدين
هذه مقارنة عامة ومرجعية للدولتين:
| وجه المقارنة                                              | باكستان                     | جنوب السودان                  |
| --------------------------------------------------------- | --------------------------- | ----------------------------- |
| المساحة (كم2)                                             | 881.91 ألف                  | 619.75 ألف                    |
| عدد السكان (نسمة)                                         | 197.02 مليون                | 12.58 مليون                   |
| الكثافة السكانية (ن./كم²)                                 | 223.4                       | 20.3                          |
| العاصمة                                                   | إسلام آباد                  | جوبا                          |
| اللغة الرسمية                                             | لغة إنجليزية، اللغة الأردية | لغة إنجليزية                  |
| العملة                                                    | روبية باكستانية             | جنيه جنوب سوداني، جنيه سوداني |
| الناتج المحلي الإجمالي (بليون دولار)                      | 304.95 مليار                | 2.90 مليار                    |
| الناتج المحلي الإجمالي (تعادل القوة الشرائية) بليون دولار | 946.67 مليار                | 22.88 مليار                   |
| الناتج المحلي الإجمالي الاسمي للفرد دولار أمريكي          | 1.43 ألف                    | 73                            |
| الناتج المحلي الإجمالي للفرد دولار أمريكي                 | 4.81 ألف                    | 2.02 ألف                      |
| مؤشر التنمية البشرية                                      | 0.538                       | 0.467                         |
| رمز المكالمات الدولي                                      | +92                         | +211                          |
| رمز الإنترنت                                              | .pk                         | .ss                           |
| المنطقة الزمنية                                           | ت ع م+05:00                 | ت ع م+03:00                   |

## منظمات دولية مشتركة
يشترك البلدان في عضوية مجموعة من المنظمات الدولية، منها:
| علم المنظمة | اسم المنظمة                               | تاريخ انضمام باكستان | تاريخ انضمام جنوب السودان |
| ----------- | ----------------------------------------- | -------------------- | ------------------------- |
|             | يونسكو                                    | 14 سبتمبر 1949       | 27 أكتوبر 2011            |
|             | وكالة ضمان الاستثمار متعدد الأطراف        | 12 أبريل 1988        | 18 أبريل 2012             |
|             | الأمم المتحدة                             | 30 سبتمبر 1947       | 14 يوليو 2011             |
|             | الاتحاد البريدي العالمي                   | ?                    | ?                         |
|             | البنك الدولي للإنشاء والتعمير             | 11 يوليو 1950        | 18 أبريل 2012             |
|             | الاتحاد الدولي للاتصالات                  | 26 أغسطس 1947        | 3 أكتوبر 2011             |
|             | مؤسسة التمويل الدولية                     | 20 يوليو 1956        | 18 أبريل 2012             |
|             | المركز الدولي لتسوية المنازعات الاستشارية | 15 أكتوبر 1966       | 18 مايو 2012              |
|             | منظمة الشرطة الجنائية الدولية             | ?                    | ?                         |

## وصلات خارجية
- موقع وزارة الخارجية الباكستانية
- موقع وزارة الخارجية الجنوب سودانية